# Константа Чигера (теория графов)
В математике константой Чигера (также числом Чигера или изопериметрическим числом) графа называется числовая характеристика графа, отражающая, есть ли у графа «узкое место» или нет. Константа Чигера как способ измерения наличия «узкого места» представляет интерес во многих областях, например, для создания сильно связанных компьютерных сетей, для тасования карт и в топологии малых размерностей (в частности, при изучении гиперболических 3-мерных многообразий). Названа в честь математика Джефа Чигера.

## Определение
Пусть {\displaystyle G} — ненаправленный граф со множеством вершин {\displaystyle V(G)} и дуг {\displaystyle E(G)}. Пусть для набора вершин {\displaystyle A\subseteq V(G)} {\displaystyle \partial A} означает набор всех дуг, соединяющих вершины набора {\displaystyle A} с вершинами, не принадлежащими {\displaystyle A}:
{\displaystyle \partial A:=\{(x,y)\in E(G)\mid x\in A,y\in V(G)\setminus A\}.}
Напомним, что дуги не направлены, так что дуга {\displaystyle (x,y)} — это та же дуга, что и {\displaystyle (y,x)}.
Тогда константа Чигера графа {\displaystyle G} (обозначается {\displaystyle h(G)}) определяется как
{\displaystyle h(G):=\min \left\{\left.{\frac {|\partial A|}{|A|}}\right|A\subseteq V(G),0<|A|\leqslant {\frac {|V(G)|}{2}}\right\}.}
Константа Чигера строго положительна тогда и только тогда, когда граф {\displaystyle G} связен. 
Интуитивно понятно, что если константа Чигера мала, но положительна, в графе есть «узкое место», в том смысле, что имеются два «больших» множества вершин с «небольшим» числом связей (дуг) между ними. Константа Чигера «велика», если любое деление множества вершин на два подмножества оставляет «большое» число связей между этими подмножествами.

## Пример: компьютерная сеть
Представим себе, что необходимо разработать сетевую конфигурацию, в которой константа Чигера велика (по меньшей мере, существенно отличается от нуля), даже если |V(G)| (число компьютеров в сети) велико.
Например, имеется N ≥ 3 компьютеров, объединённых в кольцо, образуя граф GN. Пронумеруем компьютеры числами 1, 2, ..., N в кольце по часовой стрелке. C математической точки зрения имеется граф с множеством вершин
{\displaystyle V(G_{N}):=\{1,2,\dots ,N\}}
и множество дуг 
{\displaystyle E(G_{N}):=\{(1,2),(2,3),\dots ,(N-1,N),(N,1)\}.}
Возьмём в качестве множества A {\displaystyle \lfloor N/2\rfloor } этих компьютеров, находящихся в цепочке:
{\displaystyle A:=\{1,2,\dots ,\lfloor N/2\rfloor \}.}
Ясно, что
{\displaystyle \partial A=\{(\lfloor N/2\rfloor ,\lfloor N/2\rfloor +1),(N,1)\},}
так что
{\displaystyle {\frac {|\partial A|}{|A|}}={\frac {2}{\lfloor N/2\rfloor }}\to 0} при {\displaystyle N\to \infty .}
Этот пример показывает верхнюю границу константы Чигера h(GN), и она стремится к нулю при стремлении N к бесконечности. Следовательно, мы можем рассматривать сеть компьютеров, объединённых в кольцо, как состоящую из сплошных «узких мест» для больших N, и это понятно в практическом смысле. Стоит одному компьютеру в кольце выйти из строя, и скорость обмена резко упадёт. При выходе из строя двух не соединённых друг с другом компьютеров сеть распадётся на две несвязанные части.

## Неравенство Чигера
Константа Чигера особенно важна в контексте графов-экспандеров, поскольку служит мерилом охвата графа его дугами. Так называемое неравенство Чигера связано со спектральным зазором и содержит константу Чигера.